# Фуллер, Мелвилл Уэстон
Мелвилл Уэстон Фуллер (англ. Melville Weston Fuller; 11 февраля 1833 — 4 июля 1910) — американский политик, юрист и государственный деятель. Занимал должность 8-го председателя Верховного суда США.

## Ранняя жизнь
Мелвилл Фуллер родился 11 февраля 1833 года в Огасте, штат Мэн. Он был вторым сыном Кэтрин Мартин (урождённая Уэстон) и Фредерика Августа Фуллера. Его дед по материнской линии, Натан Вестон, работал в Верховном суде штата Мэн, а его дед по отцовской линии был судьёй по наследству (специальный вид суда в англосаксонской правовой семье). Его отец также занимался юридической практикой. Через три месяца после рождения Фуллера его мать подала в суд на развод на основании супружеской неверности. Она и дети переехали в дом её отца — судьи Вестона. В 1849 году шестнадцатилетний Фуллер поступил в Боудин-колледж. Впоследствии он также учился в Гарвардской школе права. В 1855 году он был принят в юридическую фирму своего дяди. Позднее он вернулся Огасту, чтобы вместе с другим дядей стать редактором основной демократической газеты штата Мэн The Age. В 1856 году Фуллер  был избран городской совет города Огаста.

## Карьера
В 1856 году Фуллер уехал из штата Мэн в Чикаго, штат Иллинойс. В Чикаго Фуллер устроился на работу в местную юридическую фирму, а также стал заниматься политикой. Хотя Фуллер выступал против рабства, он считал, что это проблема штатов, а не федерального правительства. Когда в 1861 году разразилась Гражданская война в США, Фуллер поддержал военные действия против Конфедерации. Однако он выступал против того, как администрация президента США Линкольна вела войну, и осуждал многие действия Линкольна как противоречащие Конституции США. Фуллер был избран делегатом от Демократической партии на конституционном съезде Иллинойса 1862 года. В ноябре 1862 года Фуллер был избран в Палату представителей штата Иллинойс от демократической партии. Впоследствии он стал активно заниматься юридической практикой, которая охватывала многие области права. В результате он стал одним из самых высокооплачиваемых юристов Чикаго. Президент США Гровер Кливленд последовательно пытался назначить Фуллера председателем Комиссии США по государственной службе, генеральным солиситором и комиссаром Тихоокеанской железной дороги США, но Фуллер отказывался от данных должностей.

## Назначение в Верховный суд США
23 марта 1888 года председатель Верховного суда США Моррисон Уэйт умер, в результате чего президент США Кливленду было необходимо в срочном порядке заполнить вакансию. В Сенате США в данное время не было правящей партии, поэтому был необходим такой кандидат, которого поддержали бы обе партии. После рассмотрения различных кандидатур и получения рада отказов выбор пал на Фуллера. Фуллер был назначен президентом США Кливленду 30 апреля 1888 года. Общественная реакция на назначение Фуллера была неоднозначной: одни газеты хвалили его характер и профессиональную карьеру, в то время как другие критиковали его сравнительную безвестность и отсутствие опыта в федеральном правительстве. 20 июля 1988 года Сенат США утвердил кандидатуру Фуллера на посту председателя Верховного суда США. Фуллер принёс судебную присягу 8 октября 1888 года.

## Деятельность на посту председателя Верховного суда США
Фуллер проработал двадцать два года на данному посту, работая вплоть до своей смерти в 1910 году. Несмотря на то, что эксперты считают его влияние на закон минимальным, они отмечают его администраторские способности в части организации деятельности суда.
Фуллер сыграл значительную роль в убеждении Конгресса США в принятии Закона об окружных апелляционных судах 1891 года, который облегчил нагрузку на Верховный суд США за счёт создания промежуточных апелляционных судов. За время своей работы он поручил написание многих важных решений своим коллегам. В результате чего его имя не ассоциируется со многими значимыми решениями. По словам профессора Уолтера Ф. Пратта, стиль письма Фуллера был «невзрачным», его мнения были длинными и содержали многочисленные цитаты.
В 1893 году Кливленд предложил назначить Фуллера государственным секретарём США. Фуллер отказался, заявив, что ему нравится работать в качестве председателя Верховного суда США, а также что согласие на политическое назначение нанесёт вред репутации в части беспристрастности суда.
Занимая должность председателя Верховного суда США Фуллер был включён к состав комиссии по вопросу урегулирования Венесуэльского кризиса (1895). Он также принимал участие в деятельности постоянной палаты третейского суда.
В 1900 году здоровье Фуллера стало ухудшаться, что сказывалось на деятельности суда. Период с октября 1909 по май 1910 года, биограф Уиллард Кинг назвал возможно, худшим годом в истории Суда, так двое судей умерли, а один стал полностью недееспособным, а также ослабленное состояние Фуллера усугубляло проблему. Фуллер умер 4 июля 1910 года в результате сердечного приступа на своей даче в Сорренто.

## Личная жизнь
Фуллер был дважды женат. Его первой женой стала Калиста Рейнольдс, на которой он женился в 1858 году. В браке у них родилось двое детей, но в 1864 году его жена умерла от туберкулёза. В 1866 году Фуллер женился на Мэри Эллен Кулбо; у пары было восемь детей в браке.